# George McGuigan
Pas d'image ? Cliquez ici

a Compétitions nationales et continentales officielles uniquement.

b Matchs officiels uniquement.
Dernière mise à jour le 7 août 2025.
George McGuigan, né le 30 mars 1993 à Northallerton (Angleterre), est un joueur anglo-irlandais de rugby à XV. Il évolue au poste de talonneur.

## Biographie

### Jeunesse et formation
George McGuigan naît de parents d'origine irlandaise, il grandit dans le Yorkshire du Nord avec ses six frères et sœurs.
Il joue au rugby à XV à la Richmond High School et joue en club pour le Darlington Mowden Park RFC (en).
En vertu de la nationalité irlandaise de ses parents, il peut donc être sélectionné avec les sélections irlandaises de jeunes. En 2010, l'équipe d'Irlande des moins de 18 ans le sélectionne, après avoir passé des essais avec succès.
Par la suite, il rejoint la ville de Newcastle pour étudier à la Gosforth Academy (en) où il continue de pratiquer son sport. Il rejoint le programme de l'Academy (centre de formation) des Newcastle Falcons, qui permet de joindre les études et la formation sportive pour les jeunes joueurs après 16 ans. En parallèle, il signe une double licence avec le club de Tynedale RFC (en) dans le but d'acquérir de l'expérience au niveau senior, il y joue pendant deux saisons.
Il est ensuite retenu par l'équipe d'Irlande des moins de 20 ans pour participer au Tournoi des Six Nations 2013. Le 1er février 2013, il fait ses débuts contre le pays de Galles dans cette compétition. Il est de nouveau sélectionné par cette équipe pour participer au Championnat du monde junior 2013. Il dispute finalement neuf rencontres avec cette sélection.

### Débuts professionnels avec les Newcastle Falcons
McGuigan signe pour l'équipe professionnelle des Newcastle Falcons et commence à jouer pour eux en 2013. Mais, il s'entraîne avec les professionnels dès l'âge de 18 ans, il évoque des débuts très difficiles avec les seniors, ces derniers voulant savoir ce de quoi McGuigan est capable et le poussent à bout lors des entraînements. Lors de sa première saison professionnelle, en 2013-2014, il prend part à dix-huit rencontres de Championnat d'Angleterre dont une en tant que titulaire. Le 4 février 2014, il signe une prolongation de contrat de deux années jusqu'à l'été 2016.
La saison suivante, il joue moins de matchs que lors de l'exercice précédent, seulement onze matchs de Championnat d'Angleterre. 
Avant la Coupe du monde 2015, il indique avoir eu des contacts avec le sélectionneur de l'Irlande, Joe Schmidt, mais depuis, il n'en a pas eu de nouveaux de la part de l'Irlande. En 2015-2016, il prend part à vingt-six rencontres, dont treize comme titulaire, toutes compétitions confondues et s'impose donc comme le numéro deux à ce poste de talonneur. En fin de saison, l'équipe d'Angleterre A, la réserve du XV de la Rose, le sélectionne en 2016 pour participer à la tournée d'été en Afrique du Sud. Il joue deux rencontres en tant que remplaçant avec cette équipe.

### Départ aux Leicester Tigers
En février 2016, étant en fin de contrat avec les Newcastle Falcons, il signe avec le club de Leicester Tigers pour la saison 2016-2017. Pour sa première saison avec les Leicester Tigers, il est le deuxième talonneur du club derrière Tom Youngs, il prend part à vingt rencontres de Premiership dont cinq comme titulaire. Cette même saison, il remporte la Coupe anglo-galloise en étant titulaire en finale contre les Exeter Chiefs.
Après une blessure au nez, il rate la majeure partie de la saison 2017-2018. À la suite de cette saison quasi blanche, il fait son départ de Leicester.

### Retour aux Newcastle Falcons
Le 21 avril 2018, il signe de nouveau un contrat avec son ancien club des Newcastle Falcons pour la saison 2018-2019, il indique faire son retour là-bas dans le but d'être proche du domicile de sa mère à la suite du décès de son père survenu en 2016. Il s'impose comme le titulaire de son club dès son retour, prenant part à vingt-cinq matchs dont dix-neuf comme titulaire, en Premiership ainsi qu'en Coupe d'Europe. Malheureusement, les Falcons terminent à la dernière place du classement et sont relégués en RFU Championship pour la saison prochaine.
McGuigan reste chez les Falcons et aide son club à remonter en Premiership, il inscrit dix essais en dix rencontres, en remportant le Championnat de 2e division 2019-2020.
Pour cette saison, de retour en Premiership, Newcastle et McGuigan parviennent à se maintenir et terminent à la 10e place. Il inscrit notamment six essais sur les cinq dernières journées de championnat, où le club remporte trois de ces cinq rencontres.
Lors de la saison 2021-2022, McGuigan inscrit dix-huit essais en vingt-huit matchs toutes compétitions confondues, dont quinze en Premiership terminant deuxième meilleur marqueur d'essais de la saison à égalité avec Cadan Murley, derrière les seize essais de Max Malins. Durant cette saison, au mois de mars, il inscrit notamment un triplé contre les Wasps, après d'autres bonnes performances de sa part il est élu Joueur du mois de mars du Championnat d'Angleterre. En juin 2022, il est appelé par Eddie Jones pour rejoindre l'équipe d'Angleterre qui prépare sa tournée contre les Wallabies en Australie, toutefois, il ne dispute pas de rencontres durant cette tournée.
Il commence la saison 2022-2023, toujours dans la peau d'un titulaire du club à son poste, il prend part à dix rencontres sur les douze premières journées de Premiership et inscrit sept essais. En parallèle, il est de nouveau retenu avec l'Angleterre pour les test matchs de fin d'année, mais il ne dispute toujours pas de matchs avec cette équipe. Ce sont ses derniers matchs avec les Falcons avant de rejoindre Gloucester Rugby en décembre.

### Signature à Gloucester Rugby
Le club de Gloucester Rugby annonce la signature de McGuigan avec effet immédiat, le 12 décembre 2022, pour venir pallier la blessure de Jack Singleton qui s'est blessé gravement à la jambe, de plus, il signe un contrat de longue durée avec son nouveau club,. Le club des Exeter Chiefs a également tenté de le recruter pour la saison suivante. Il joue ses deux premières rencontres en tant que remplaçant de Santiago Socino, puis à la suite de la blessure de ce dernier, il devient titulaire pour la première fois contre les Saracens. Lors de la quatrième journée de Champions Cup, il est de nouveau titulaire et inscrit ses deux premiers essais avec son nouveau club, un doublé décisif qui aide Gloucester Rugby à s'imposer sur le score de 26 à 17 chez l'Union Bordeaux Bègles et à se qualifier pour les huitièmes de finale de la compétition, tout en éliminant son adversaire du jour de cette dernière,. En janvier 2023, le nouveau sélectionneur de l'Angleterre, Steve Borthwick, le convoque pour disputer le Tournoi des Six Nations. Toutefois, il déclare forfait la semaine suivante à la suite d'une blessure au genou, ce qui compromet sa présence pour la première journée contre l'Écosse. Il ne dispute finalement aucun match durant la compétition. Il ne fait son retour qu'en avril pour les deux derniers matchs de la saison,.
Pendant la saison 2023-2024, il participe à la finale de la Coupe d'Angleterre (en) gagnée 23 à 13 contre les Leicester Tigers. Gloucester remporte alors son premier trophée depuis neuf ans. Également en mars, il se blesse aux ischio-jambiers et est forfait pour le reste de la saison. Au total, il dispute dix-neuf matchs, treize comme titulaire, et inscrit cinq essais.

### Prêt aux Ospreys puis nouveau retour aux Newcastle Falcons
Durant la présaison 2024-2025, George McGuigan se blesse à nouveau aux ischio-jambiers et son club annonce qu'il est absent pour une longue durée. Il fait son retour sur les terrains au mois de février 2025. Le 20 mars 2025, il rejoint les Ospreys en tant que joker médical avec effet immédiat. Avec la province galloise, il dispute quatre rencontres et inscrit un essai.
Durant l'intersaison 2025, il est annoncé qu'il fait son retour aux Newcastle Falcons pour un contrat d'un an à compter de la saison 2025-2026.

## Palmarès
- Vainqueur de la Coupe anglo-galloise/Coupe d'Angleterre en 2017 avec les Leicester Tigers et en 2024 (en) avec Gloucester Rugby.
- Vainqueur du RFU Championship en 2020 avec Newcastle Falcons.

## Note et référence
1. ↑  (en) « George McGuigan », sur rugby.statbunker.com (consulté le 7 août 2025).
2. 1 2 3 4 5  « George McGuigan », sur itsrugby.fr (consulté le 7 août 2025).
3. 1 2 3 4 5 6 7 8 9 10 11 12 13 14 15  « George McGuigan », sur allrugby.com (consulté le 7 août 2025).
4. 1 2 3  (en) « Aviva Premiership: George McGuigan inks two-year extension with Newcastle Falcons », sur skysports.com, 4 février 2014 (consulté le 13 décembre 2022).
5. 1 2 3 4  (en) « George McGuigan: 'My first year at Newcastle was a disaster' », sur rugbypass.com, 1er avril 2022 (consulté le 13 décembre 2022).
6. 1 2 3 4  (en) « 20 Questions: George McGuigan – Newcastle hooker », sur therugbypaper.co.uk, 2 décembre 2015 (consulté le 23 mai 2023).
7. ↑  « George McGuigan : le talonneur meilleur marqueur du monde ! », sur lequotidiendusport.fr, 8 octobre 2022 (consulté le 13 décembre 2022).
8. 1 2  (en) « George McGuigan proving a rising star Newcastle Falcons », sur chroniclelive.co.uk, 29 janvier 2014 (consulté le 23 mai 2023).
9. ↑  (en) « Sweetnam included in new-look Ireland squad named for U20 6 Nations games », sur the42.ie, 28 janvier 2013 (consulté le 23 mai 2023).
10. ↑  « Rugby - Fiche de match - Pays de Galles / Irlande - 31/01/2013 - les equipes - Tournoi des 6 nations - 20 ans », sur itsrugby.fr (consulté le 23 mai 2023).
11. ↑  (en) « Ex-Ireland U20 hooker in England Saxons squad but Ashton misses out », sur the42.ie, 23 mai 2016 (consulté le 13 décembre 2022).
12. ↑  (en) « Saxons edge victory in South Africa », sur bbc.com, 10 juin 2016 (consulté le 13 décembre 2022).
13. ↑  (en) « Leicester Tigers agree deals for Tom Brady and George McGuigan », sur skysports.com, 29 février 2016 (consulté le 13 décembre 2022).
14. ↑  (en) « Anglo-Welsh Cup final: Exeter Chiefs 12-16 Leicester Tigers », sur bbc.com, 19 mars 2017 (consulté le 17 avril 2025).
15. 1 2  (en) « Newcastle re-sign hooker McGuigan », sur bbc.com, 21 avril 2018 (consulté le 13 décembre 2022).
16. ↑  (en) « Newcastle relegated from Premiership », sur bbc.com, 4 mai 2019 (consulté le 13 décembre 2022).
17. ↑  « George McGuigan », sur englandrugby.com (consulté le 13 décembre 2022).
18. ↑  (en) « Newcastle promoted to Premiership », sur bbc.com, 2 avril 2020 (consulté le 13 décembre 2022).
19. ↑  « Premiership - Fiche de match Wasps vs Newcastle, le 26/03/2022 », sur allrugby.com (consulté le 12 janvier 2023).
20. ↑  (en) « Newcastle Falcons’ George McGuigan named Gallagher Premiership Rugby Player of the Month for March », sur ajg.com, 7 avril 2022 (consulté le 13 décembre 2022).
21. ↑  (en) « Injured Sinckler to miss England tour to Australia », sur bbc.com, 6 juin 2022 (consulté le 13 décembre 2022).
22. ↑  (en) « McGuigan named in England squad for the Autumn Nation Series », sur newcastlefalcons.co.uk, 17 octobre 2022 (consulté le 13 décembre 2022).
23. 1 2  (en) « George McGuigan: Gloucester bring in free-scoring hooker from Premiership rivals Newcastle Falcons », sur planetrugby.com, 12 décembre 2022 (consulté le 17 avril 2025).
24. ↑  (en) « George McGuigan to join Gloucester Rugby », sur gloucesterrugby.co.uk (consulté le 13 décembre 2022).
25. ↑  (en) Ben Coles et Charles Richardson, « Exeter dealt another blow as Gloucester beat them to George McGuigan signing », The Daily Telegraph,‎ 12 décembre 2022 (ISSN 0307-1235, lire en ligne, consulté le 13 décembre 2022).
26. ↑  (en) « Socino and Craig injury outlook 'not good' », sur bbc.com, 4 janvier 2023 (consulté le 16 janvier 2023).
27. ↑  « Premiership - Fiche de match Gloucester vs Saracens, le 06/01/2023 », sur allrugby.com (consulté le 16 janvier 2023).
28. ↑  « McGuigan et Tuisue tranchants, Jalibert imprudent : le baromètre de Bordeaux - Gloucester », sur rugbyrama.fr, 21 janvier 2023 (consulté le 22 janvier 2023).
29. ↑  (en) « McGuigan brace earns Gloucester knockout berth », sur historical-stats.epcrugby.com, 21 janvier 2023 (consulté le 22 janvier 2023).
30. ↑  « Steve Borthwick officialisé comme sélectionneur de l'Angleterre », L'Équipe, 19 décembre 2022 (consulté le 16 janvier 2023).
31. ↑  « Le groupe de l'Angleterre pour le Tournoi des 6 Nations dévoilé avec Jack Willis et Dan Cole », sur rugbyrama.fr, 16 janvier 2023 (consulté le 16 janvier 2023).
32. ↑  « Des blessures en pagaille pour l'Angleterre, Lawes et McGuigan incertains », sur rugbyrama.fr, 23 janvier 2023 (consulté le 26 janvier 2023).
33. ↑  (en) « Gloucester Rugby set for double injury boost ahead of Sale Sharks », sur gloucestershirelive.co.uk, 18 avril 2023 (consulté le 23 mai 2023).
34. ↑  (en) « Premiership Rugby Cup final: Gloucester 23-13 Leicester: Gloucester clinch first trophy in nine years », sur bbc.com, 15 mars 2024 (consulté le 29 décembre 2024).
35. ↑  (en) « George McGuigan: Gloucester hooker out for rest of season with hamstring injury », sur bbc.com, 20 mars 2024 (consulté le 17 avril 2025).
36. ↑  (en) « Gloucester Rugby hooker out for 'quite a long time' after serious pre-season injury », sur gloucestershirelive.co.uk, 25 septembre 2024 (consulté le 17 avril 2025).
37. ↑  (en) « Ospreys sign hooker McGuigan on short-term deal », sur bbc.com, 20 mars 2025 (consulté le 17 avril 2025).
38. ↑  (en) « Hooker McGuigan rejoins Newcastle », sur bbc.com, 31 juillet 2025 (consulté le 7 août 2025).